# Сантьяго (Путумайо)
Сантьяго (исп. Santiago) — город и муниципалитет на юго-западе Колумбии, на территории департамента Путумайо.

## История
Поселение, из которого позднее вырос город, было основано в 1535 году. Муниципалитет Сантьяго был выделен в отдельную административную единицу 7 декабря 1989 года.

## Географическое положение

Муниципалитет Сантьяго

Город расположен в северо-западной части департамента, в пределах горной местности Центральной Кордильеры, в верховьях реки Путумайо, на расстоянии приблизительно 38 километров к западу от города Мокоа, административного центра департамента. Абсолютная высота — 2115 метров над уровнем моря.
Муниципалитет Сантьяго граничит на севере с территорией муниципалитета Колон, на северо-востоке — с муниципалитетом Сан-Франсиско, на юго-востоке и юге — с муниципалитетом Вильягарсон, на западе — с территорией департамента Нариньо. Площадь муниципалитета составляет 791,2 км².

## Население
По данным Национального административного департамента статистики Колумбии (Departamento Administrativo Nacional de Estadística (DANE)), совокупная численность населения города и муниципалитета в 2024 году составляла 7831 человек.
Динамика численности населения муниципалитета по годам:
| 2005 | 2010 | 2015   | 2020 | 2021 | 2022 | 2023 | 2024 |
| ---- | ---- | ------ | ---- | ---- | ---- | ---- | ---- |
| 9209 | 9830 | 10 428 | 7468 | 7502 | 7614 | 7753 | 7831 |

Согласно данным переписи 2005 года мужчины составляли 49,2 % от населения Сантьяго, женщины — соответственно 50,8 %. В расовом отношении индейцы составляли 61,7 % от населения города; белые и метисы — 38,2 %; негры и мулаты — 0,1 %.

## Экономика
Большинство трудоспособного населения занято в молочном животноводстве и растениеводстве.

## Транспорт
К востоку от города проходит национальное шоссе № 10 (исп. Ruta Nacional 10).